# 在良駅
在良駅（ありよしえき）は、三重県桑名市大字額田字中縄にある、三岐鉄道北勢線の駅である。駅番号はH05。

## 歴史

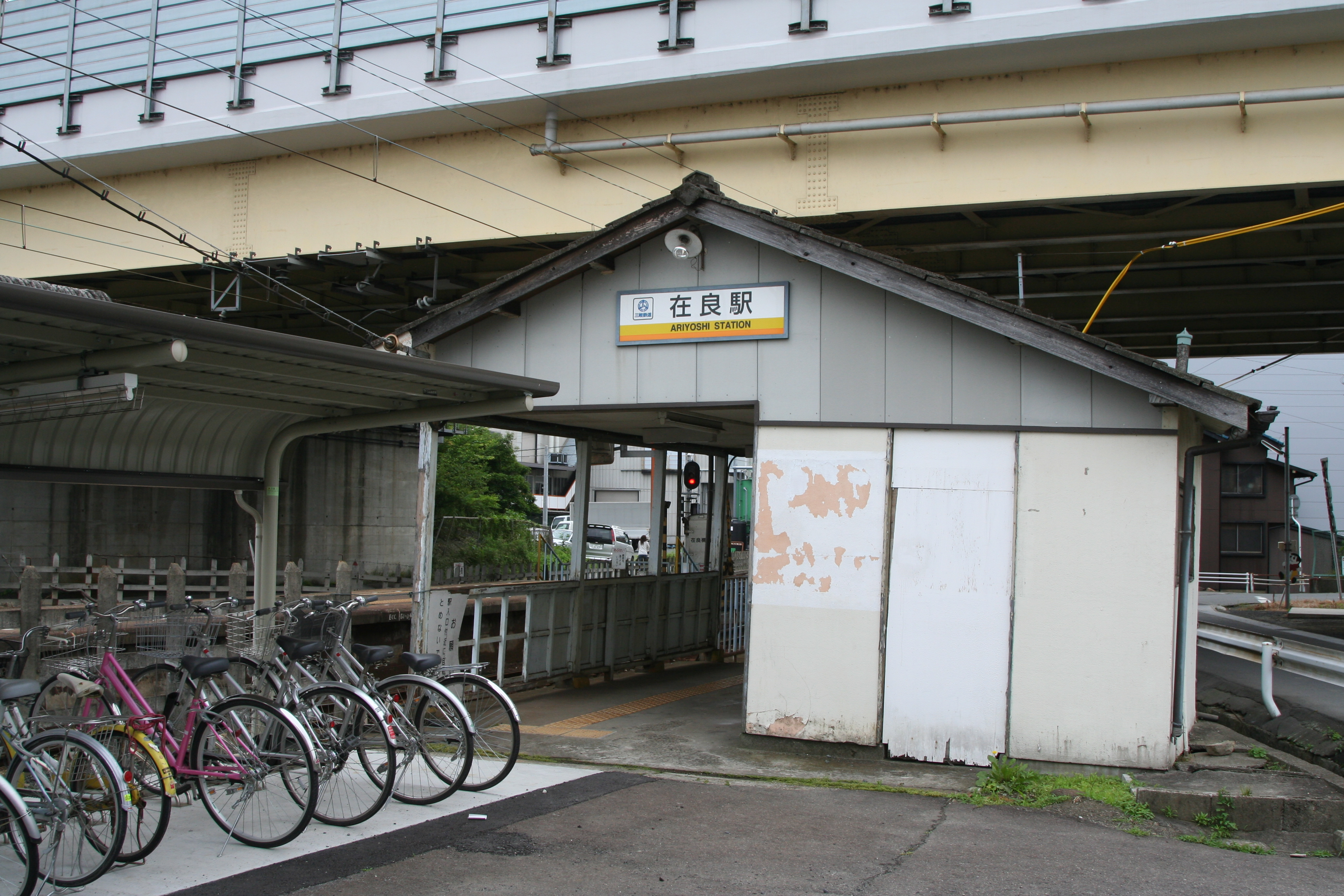
旧駅舎（2006年6月）

- 1914年（大正3年）4月5日：北勢鉄道の駅として開業。のちに行き違い設備が設置される。
- 1934年（昭和9年）6月27日：社名変更により北勢電気鉄道の駅となる。
- 1944年（昭和19年）2月11日：会社合併により、三重交通の駅となる。
- 1964年（昭和39年）2月1日：事業譲渡により三重電気鉄道の駅となる。
- 1965年（昭和40年）4月1日：近畿日本鉄道が三重電気鉄道を合併し近鉄の駅となる。
- 1979年（昭和54年）2月1日：無人駅化。
- 1982年（昭和57年）2月15日：便所取り壊し。
- 2003年（平成15年）4月1日：事業譲渡により、三岐鉄道の駅となる。
- 2004年（平成16年）4月17日：初列車より、従来の右側通行による列車行き違いを左側通行に改める。
- 2006年（平成18年）
  - 2月28日：無料駐輪場（43台）が整備される[注釈 1]。
  - 12月27日：駅舎が新築され、供用開始される。駅舎内に自動券売機・自動精算機・自動改札機が設置され、東員駅からの遠隔制御による営業が開始される。
- 2007年（平成19年）6月28日：無料駐車場（7台・未舗装）が整備される。

## 駅構造

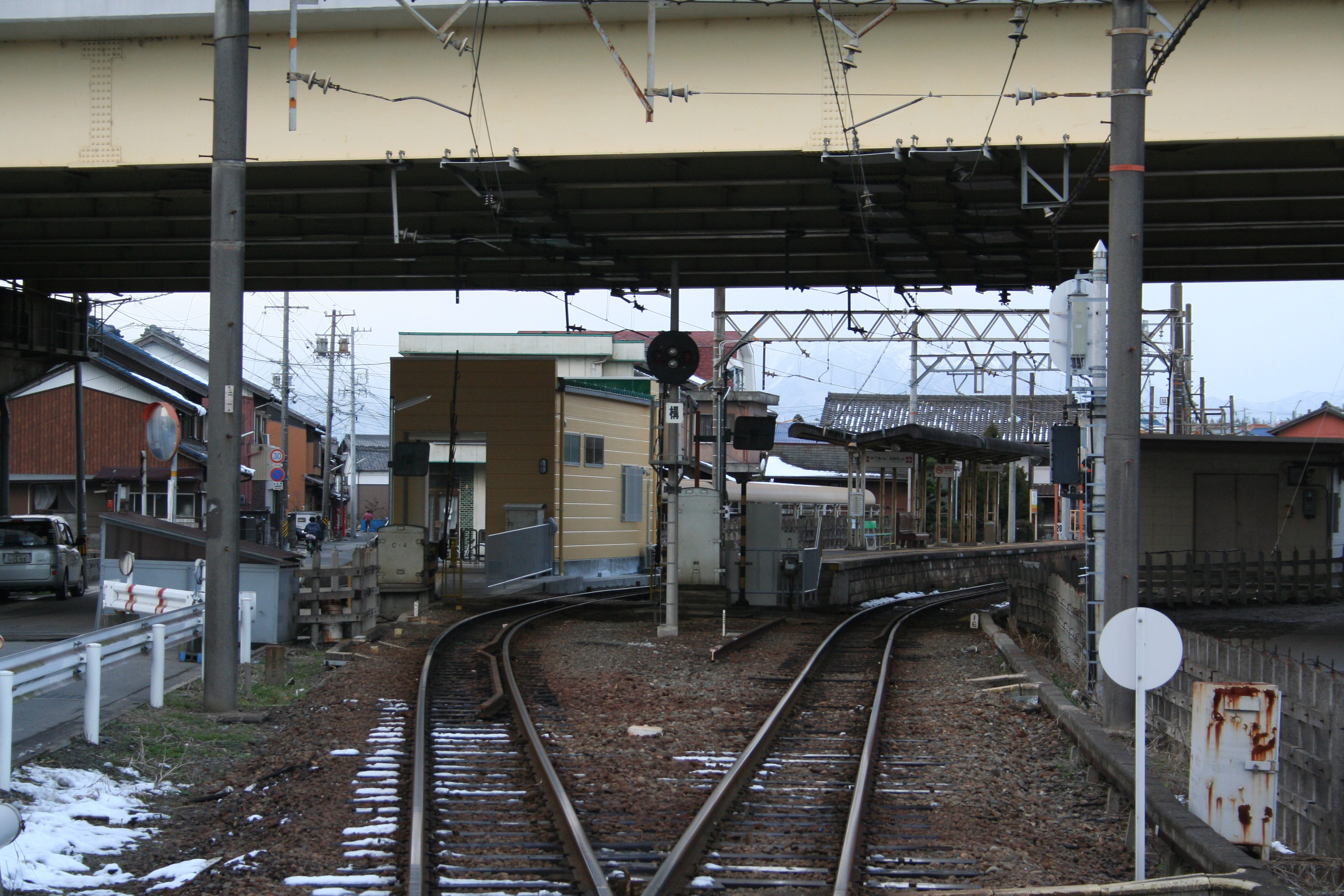
構内（西桑名方より見る）

島式ホーム1面2線を持つ地上駅である。2006年に駅舎の新築、自動券売機等の設置等の工事が実施され、従来の駅から一新された。

### のりば
| ホーム | 路線     | 方向 | 行先       |
| ------ | -------- | ---- | ---------- |
| 駅舎側 | H 北勢線 | 下り | 阿下喜方面 |
| 反対側 | H 北勢線 | 上り | 西桑名方面 |

※案内上のホーム番号は割り当てられていない。
付記事項
- 安全側線が無いため、列車交換時に駅構内への上下列車の同時進入はできない。

## 特徴
- 下り線の起点側に構内踏切がある。
- 無人駅であるが、監視カメラを備え、東員駅からの遠隔監視駅となっている[1]。
- 駅舎には、自動券売機（1台）、自動改札機（車椅子対応のワイド型のみの1通路）、自動精算機（1台）を備えている。
- 普通券・回数券のみ購入が可能で、定期券の購入はできない。
- トイレは改札内にあり、男女共用多目的トイレの水洗式。
- 待合室は設置されていない。
- 駅前に7台分の無料駐車場（未舗装）を備え、車を駅に止めて電車を利用するパークアンドライドが可能となっている。
- 駅前に専用の車の停車スペースは備えられていないが、駅前の道路が比較的広いため、車で駅に送ってもらい電車を利用するキスアンドライドが可能となっている。
- 駅前に53台（上屋付43台・上屋無し10台）分の無料駐輪場を備えている。
- タクシーの常駐はない。
- 公衆電話は設置されていない。
- バリアフリーには一部施設について対応していない（ホーム階段部分）。

## 利用状況
「三重県統計書」によると、1日の平均乗車人員は以下の通りである。
| 年度   | 一日平均 乗車人員 |
| ------ | ----------------- |
| 1997年 | 236               |
| 1998年 | 220               |
| 1999年 | 209               |
| 2000年 | 188               |
| 2001年 | 181               |
| 2002年 | 159               |
| 2003年 | 136               |
| 2004年 | 124               |
| 2005年 | 138               |
| 2006年 | 133               |
| 2007年 | 175               |
| 2008年 | 194               |
| 2009年 | 176               |
| 2010年 | 157               |
| 2011年 | 161               |
| 2012年 | 166               |
| 2013年 | 173               |
| 2014年 | 164               |
| 2015年 | 166               |
| 2016年 | 171               |
| 2017年 | 172               |
| 2018年 | 173               |
| 2019年 | 166               |

## 駅周辺
駅のすぐ東側で東名阪自動車道と交差する。駅付近には民家や工場が多く建つが、そこから離れると田畑が目立つ。ヤマザキマザックの精工製作所は前述した高速道路の東側にあり、当駅を最寄り駅として案内している。
- ヤマザキマザックマニュファクチャリング 精工製作所
- HME 額田工場
- 桑名在良郵便局
- 国道421号
- 三重県道63号星川西別所線
- 濃州道（員弁街道）[4]
- 桑名市コミュニティバス（K-バス）「額田」停留所、「マザック前」停留所

## 隣の駅
三岐鉄道
H 北勢線
蓮花寺駅(H04) - 在良駅(H05) - 星川駅(H06)
- 2005年（平成16年）3月25日まで、星川駅との間に坂井橋駅があった。